# Seznam slovenských hráčů v NHL v sezóně 1981/1982
Seznam slovenských hráčů v NHL v sezóně 1981/1982 uvádí slovenské hokejisty, kteří v této sezóně hráli za některý tým v kanadsko-americké NHL.

| Tým              | Věk | Hráč           | Post | Počet zápasů ZČ | Branky ZČ | Asistence ZČ | Body ZČ | Počet zápasů v play off | Branky v play off | Asistence v play off | Body v play off |
| ---------------- | --- | -------------- | ---- | --------------- | --------- | ------------ | ------- | ----------------------- | ----------------- | -------------------- | --------------- |
| Quebec Nordiques | 25  | Peter Šťastný  | F    | 80              | 46        | 93           | 139     | 12                      | 7                 | 11                   | 18              |
| Quebec Nordiques | 28  | Marián Šťastný | F    | 74              | 35        | 54           | 89      | 16                      | 3                 | 14                   | 17              |
| Quebec Nordiques | 22  | Anton Šťastný  | F    | 68              | 26        | 46           | 72      | 16                      | 5                 | 10                   | 15              |

- F = Útočník